# Sherlock Holmes: Jak prosté
Sherlock Holmes: Jak prosté (též Jak prosté, v anglickém originále Elementary) je americký kriminální seriál, jehož úvodní díl měl premiéru 27. září 2012 na americké televizní stanici CBS. Je to drama o detektivní dvojici, která pomáhá newyorské policii řešit i ty nejbizarnější případy. Dne 2. října 2016 měla premiéru pátá řada. Dne 13. května 2017 byla objednaná řada šestá, která měla premiéru 30. dubna 2018. Finalová sedma řada měla premiéru 23. května 2019 a byla ukončená 15. srpna 2019 svou 154 epizodou.

## Příběh
Po pobytu v léčebně pro drogově závislé uteče excentrický Sherlock (Jonny Lee Miller) na Manhattan, kde ho jeho zámožný otec donutí bydlet se společnicí, která mu má pomoci, aby zůstal čistý – doktorkou Watsonovou (Lucy Liu). Tato žena byla kdysi úspěšným chirurgem, zemřel jí však pacient a následně ztratila licenci. V tomto vidí příležitost, jak pomoci lidem a zároveň udělat zadostiučinění. Neklidný Sherlock je ale úplně jiný než pacienti, které měla dosud. Řekne jí, že žádná její pomoc mu nepomůže, protože si vymyslel svůj vlastní plán, který mu má pomoci nesklouznout znovu k drogám, a to pomoc jako konzultační detektiv pro newyorskou policii. Sherlockův kontakt, kapitán Tommy Gregson, jehož zná z bývalé práce ve Scotland Yardu, ho ochotně přijme do svého týmu. Sherlock ale bude potřebovat někoho, kdo ho bude držet při zemi během svého pobytu v New Yorku, a tato osoba je Joan Watsonová.

## Obsazení

### Hlavní role
- Jonny Lee Miller jako Sherlock Holmes, detektiv, který pomáhá newyorské policii vyšetřovat případy. Kvůli Sherlockově minulosti a užívání drog s ním bývá doktorka Joan Watsonová, která na něj dává pozor aby zůstal čistý.
- Lucy Liu jako doktorka Joan Watsonová, Sherlockova společnice, která na něj dává pozor, aby znovu nepropadl drogám. Postupem času si s Sherlockem vyvine kvazi-přátelský vztah a zůstane s ním, i když jí skončí pracovní smlouva se Sherlockovým otcem, který ji zaměstnal.
- Aidan Quinn jako kapitán Thomas „Tommy“ Gregson, který pracuje pro newyorskou policii. Když kdysi pracoval pro Scotland Yard, potkal Sherlocka a byl ohromen jeho výkony, a tak ho volá na případy, které neumí sám vyřešit.
- Jon Michael Hill jako detektiv Marcus Bell, Gregsonův asistent.
- John Noble jako Morland Holmes, Sherlockův otec.
- Nelsan Ellis jako Shinwell Johnson (v 5. řadě)
- Desmond Harrington jako Michael (v 6. řadě)

### Vedlejší role
- Ophelia Lovibond jako Kitty Winter
- Ato Essandoh jako Alfredo Llamosa
- Rhys Ifans jako Mycroft Holmes, Sherlockův starší bratr
- Natalie Dormerová jako Irene Adler / Jamie Moriarty
- Sean Pertwee jako Gareth Lestrade
- Candis Cayne jako paní Hudsonová
- Betty Gilpin jako Fiona Helbron
- Jordan Gelber jako Dr. Eugene Hawest

## Vysílání
| Řada | Díly | Premiéra v USA    | Premiéra v USA  | Premiéra v ČR     | Premiéra v ČR      |
| Řada | Díly | První díl         | Poslední díl    | První díl         | Poslední díl       |
| ---- | ---- | ----------------- | --------------- | ----------------- | ------------------ |
| 1    | 24   | 27. září 2012     | 16. května 2013 | 28. srpna 2013    | 5. února 2014      |
| 2    | 24   | 26. září 2013     | 15. května 2014 | 30. července 2014 | 7. ledna 2015      |
| 3    | 24   | 30. října 2014    | 14. května 2015 | 6. července 2015  | 25. května 2016    |
| 4    | 24   | 5. listopadu 2015 | 8. května 2016  | 22. září 2016     | 1. března 2017     |
| 5    | 24   | 2. října 2016     | 21. května 2017 | 13. února 2017    | 24. července 2017  |
| 6    | 21   | 30. dubna 2018    | 17. září 2018   | 9. července 2018  | 26. listopadu 2018 |
| 7    | 13   | 23. května 2019   | 15. srpna 2019  | 4. listopadu 2019 | 20. listopadu 2019 |

## Ocenění
Seriál byl nominován na cenu People's Choice Awards v kategorii Nejoblíbenější nový dramatický seriál.
Jonny Lee Miller byl nominován na cenu Satellite Awards v kategorii Herec v televizním dramatickém seriálu.